# Шир га-Ширим Рабба
«Шир га-Ширим Рабба» (др.-евр. שיר השירים רבה‬ Шир ха-Ширим Рабба) — в иудаизме агадический мидраш (ветхозаветный трактат) к «Песни Песней», цитируемый y Раши (XI век) под заглавием Мидраш Шир га-Ширим, называется также Агадат Хазита по начальному слову «Хазита» или «Мидраш Хазита». Трактат древнее «Песикты Раббати», и так как последнее произведение составлено около 845 года, то «Шир га-Ширим Рабба» относится, вероятно, к концу VIII века.
«Песню Песней» агадисты стали интерпретировать довольно рано и даже формулировали некоторые правила для её толкований. Этими правилами руководствовались авторы «Седер Олам Рабба», «Сифра», «Сифре» и Мехилты, a также и Талмуд, где можно встретить экзегезу почти ко всем стихам «Песни Песней». Большинство интерпретаций взяты, по-видимому, из разных чтений ο «Песни Песней» или из агадических сборников. Некоторые допускают существование непосредственной связи между этими древними проповедями и «Шир га-Ширим Рабба», и считают этот мидраш коллекцией таких проповедей, расширенных различными позднейшими дополнениями.
Автор «Шир га-Ширим Рабба» собрал комментарии к «Песне Песней» из всех источников, имевшихся в его распоряжении; изменения к перестановки, сделанные им самим, подобны тем, которые сделаны автором «Ялкута», и в действительности мидраш во многом подобен «Ялкуту». Этот метод редактирования объясняет различие в объёме и характере многих отрывков. Кроме иерусалимского Талмуда, редактором использованы «Берешит Рабба» и «Вайикра Рабба»; остальные мидраши, использованные автором, не сохранились; из последних заимствовали свои извлечения авторы «Седер Олам», «Сифра», «Сифре» и «Мехилта».

## Исследования
Еллинек высказывает предположение, что к «Песни Песней» существовало множество мидрашей, различно её объяснявших: один относил её к Исходу, другие к синайскому откровению, третьи к скинии и храму; все эти мидраши впоследствии и образовали «Шир га-Ширим Рабба». Этот мидраш Еллинек считает более древним, чем «Псикту де-Раб Кагана», позаимствовавшую будто бы из него множество цитат. Противоположного мнения держится Теодор.
Дуран считает это произведение сборником палестинских агад, в нём нет непосредственных заимствований из вавилонского Талмуда.

## Издания
«Шир га-Ширим Рабба» издавался и комментировался вместе с другими раббот (большими или великими трактатами). Отдельно его издал Б. Этельсон (Baruch Etelsohn; Варшава, 1876), снабдив своим комментарием.